# Beautyblender

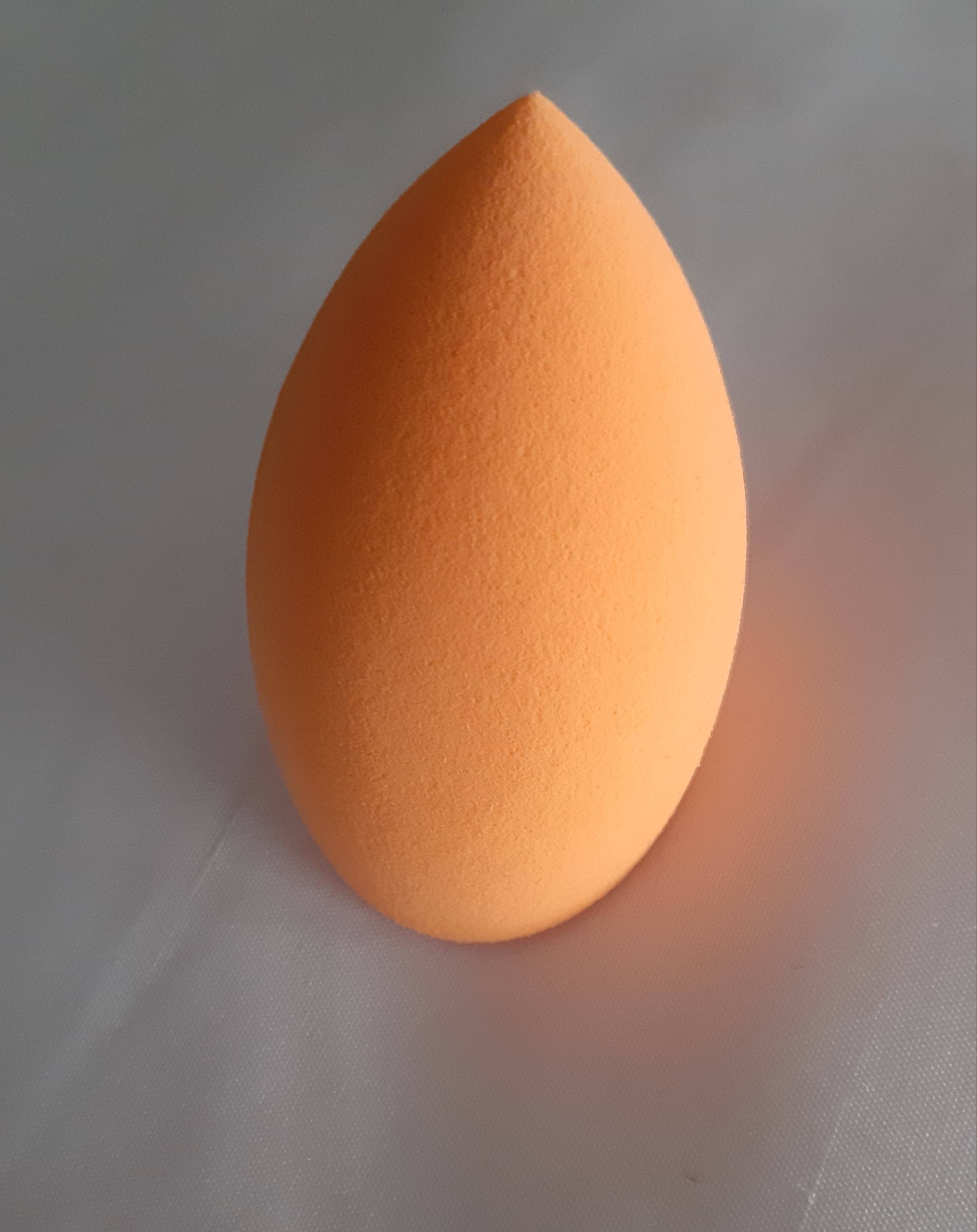
Beautyblender van een onbekend merk

Beautyblender is de merknaam van een eivormige make-upspons. Door merkverwatering wordt de term tegenwoordig echter meer algemeen gebruikt. De term beautyblender kan daardoor zowel verwijzen naar een eivormige make-upspons als naar de merkspons. Om het onderscheid aan te geven wordt voor de meestal roze merkspons vaak de term 'originele beautyblender' gebruikt.

## Gebruik
De originele Beautyblender wordt voor gebruik vochtig gemaakt. Hierin verschilt deze van de oudere gangbare make-upsponzen die vaak hydrofoob waren en dus meer make-upproduct opnamen dan de hydrofiele Beautyblender. Voor beide typen sponzen geldt dat deze vervolgens tegen de cosmetica aangetikt worden. Daardoor blijft het product hangen aan het oppervlak van de spons, waarna de gebruiker deze tegen het gezicht tikt. Door de spons herhaaldelijk op het gezicht te gebruiken, kan het product verspreid worden. De gebruiker kan ook het product eerst met de vingers of een kwast aanbrengen en vervolgens verspreiden met de blender.
De blender dient geregeld gewassen te worden. Dit gebeurt echter lang niet altijd; onderzoekers van de Britse Aston University onderzochten gebruikte beautyblenders en kwamen tot de conclusie dat 93% van de door hen onderzochte blenders nooit waren schoongemaakt. Dit in combinatie met het gegeven dat 64% ooit op de grond gevallen was tijdens gebruik, verklaart de grote hoeveelheid enterobacteriaceae en schimmels die zij op de sponzen vonden.
De spons kan zowel voor droge als vochtige producten gebruikt worden. Beautyblenders worden gebruikt in combinatie met onder meer onderstaande producten:
- Foundation
- Contouringproducten zoals highlighter en bronzer
- Blush
- Oogschaduw[3][5]

Het gebruik van een blender in combinatie met nagellak of glitter valt af te raden, aangezien deze cosmetica de spons vervuilen en niet makkelijk uit te wassen zijn.

## Geschiedenis
Het gebruik van make-upsponzen dateert uit de tijd van de oude Egyptenaren, Grieken en Romeinen. In die periode werd gebruik gemaakt van zeesponzen om make-up aan te brengen. Vanaf de jaren 1920 begon Max Factor met het produceren van sponzen die meer lijken op die nu gebruikt worden. Deze sponzen waren wigvormig. Vanaf de jaren 1960 werd het gebruik van make-upsponzen onder invloed van Marilyn Monroe groter.
De eivorm die wordt geassocieerd met de hedendaagse make-upspons ontstond onder invloed van de originele Beautyblender. Deze werd uitgevonden door Rea Ann Silva, een make-upartieste die een techniek moest ontwikkelen die snel gebruikt kon worden en eruitzag alsof de persoon waarop deze werd toegepast behandeld was met een airbrush. Zij werkte namelijk op de set van Girlfriends, een tv-serie die in 2000 startte en een vroeg voorbeeld was van high-definition television. Hierdoor werden er nieuwe eisen gesteld aan de make-up. Een airbrush nam echter te veel tijd in beslag, waarna Silva de Beautyblender bedacht. Deze werden continue gestolen door haar  collega's, waarna zij besloot ze te gaan verkopen.

## (Potentiële) markt
Make-up en specifiek beautyblenders hebben potentieel een enorme markt. Er wordt geschat dat de waarde van de make-upsponzenindustrie in 2027 op 1 miljard dollar zal uitkomen. Naar aanleiding van marktonderzoek wordt aangenomen dat 75% van de Nederlandse vrouwen make-up draagt, van wie 80% dagelijks. In de top tien van meest gebruikte producten werden vijf producten genoemd die met een blender kunnen worden aangebracht. In het Verenigd Koninkrijk bleek daarnaast één op de tien mannen make-up te dragen, van wie bijna driekwart regelmatig of zelfs dagelijks. Zij gebruiken onder meer concealers, zelfbruiners en crèmes, allemaal producten die opgebracht kunnen worden met een blender. Mochten deze aantallen in Nederland hetzelfde zijn, dan is hier dus eveneens een aanzienlijke potentiële markt onder zowel mannen als vrouwen.
Dit wordt versterkt doordat de blenders regelmatig vervangen moeten worden. Zo raadt de fabrikant van de originele Beautyblender aan deze na drie tot zes maanden te vervangen. In 2019 verwachtte de fabrikant van de originele Beautyblender een verkoop ter waarde van 215 miljoen dollar. In datzelfde jaar werden elke minuut zeventien blenders verkocht. Tijdens de coronapandemie was er echter een sterke terugloop in de verkoop van de originele Beautyblender.